# Comuna Carapciu pe Ceremuș, Vijnița
Carapciu pe Ceremuș (în ucraineană Карапчів, transliterat: Karapciv) este o comună în raionul Vijnița, regiunea Cernăuți, Ucraina, formată din satele Babin, Carapciu pe Ceremuș (reședința) și Valea.

## Demografie
Componența lingvistică a comunei Carapciu pe Ceremuș
     Ucraineană (99,67%)
     Alte limbi (0,34%)
Conform recensământului din 2001, majoritatea populației comunei Carapciu pe Ceremuș era vorbitoare de ucraineană (99,67%), existând în minoritate și vorbitori de alte limbi.